# Huetares
Los huetares fueron un importante grupo indígena de Costa Rica, que a mediados del siglo XVI habitaba en el centro del país. También se les menciona con el nombre de güetares o pacacuas. Los huetares son la nación indígena más poderosa y mejor organizada de Costa Rica a la llegada de los españoles. Durante el siglo XVI, dominaban diversos cacicazgos que se extendían desde la costa del Pacífico costarricense hasta la Vertiente del Atlántico. Las crónicas españolas mencionan una miríada de pueblos y los reyes que los gobernaban, entre los cuales destacan el reino de Garabito, situado en la Vertiente del Pacífico central y la cuenca del río Grande de Tárcoles, hasta el río Virilla y la Cordillera Volcánica Central; el reino de Pacaca, en el actual cantón de Mora, y el Señorío del El Guarco, en el actual Valle del Guarco, en la provincia de Cartago, hasta las llanuras del Caribe Central y Chirripó. Su cultura perteneció al Área Intermedia de América, y se destacó principalmente por sus trabajos en piedra, como son los metates, esculturas, mesas y altares ceremoniales; y la no práctica de la antropofagia o canibalismo. Su idioma, la lengua huetar, una de las llamadas lenguas chibchas, se constituyó en la lengua franca del país. Aunque esta lengua se halla extinta, sobrevive en una gran cantidad de topónimos de Costa Rica como Aserrí, Tucurrique o Barva.
Un pequeño grupo huetar ha podido sobrevivir a nuestros días, compuesto por unos 1000 individuos aproximadamente. Está localizado en lo alto de la Reserva Indígena de Quitirrisí, en la carretera entre el cantón de Mora y el de Puriscal. Existe otro asentamiento huetar en Zapatón, en el cantón de Puriscal, ambos en la provincia de San José. También se encuentran familias dispersas en la zona de Cerrito de Quepos y lugares vecinos. Estos individuos han perdido su lengua, pero aún conservan algunas de sus creencias, artesanías, cocina y medicina tradicionales.

## Etimología
El nombre "huetares", así como el de "chorotegas", es atribuido al conquistador español Gonzalo Fernández de Oviedo, derivados del nombre de dos caciques: el rey Huetara, cacique de Pacaca reino Pacaca (actual Tabarcia, al este de Santiago de Puriscal y Chorotega, cacique de la zona que ocupaba el Pacífico Central (territorio que cubría los llanos de Esparza y los del río Tivives).

Probablemente el imaginativo cronista español tomó la idea de la costumbre española (herencia de los griegos y los romanos) de pluralizar el nombre paterno como apellido de los hijos: González, por Gonzalo; Fernández, por Fernando, etc.

## Ámbito geográfico de los huetares
No se ha determinado con exactitud cuáles pueblos indígenas de Costa Rica deben considerarse en rigor de verdad como huetares. El idioma huetar parece haber sido una lengua franca que hablaban o al menos comprendían la mayor parte de las comunidades que en el siglo XVI habitaban el territorio costarricense perteneciente al espacio cultural conocido como Área Intermedia, especialmente en el Valle Central y la cuenca de los ríos Virilla y Grande de Tárcoles hasta la desembocadura de éste en el Pacífico. Como características comunes de estas comunidades cabe mencionar patrones de asentamiento relativamente disperso; agricultura basada en el maíz, los frijoles y otros cultivos; gran refinamiento en el trabajo de objetos en piedra (metates, esculturas, mesas y altares ceremoniales, etc.), ausencia de antropofagia, etc. Sin embargo, no existía unidad política entre ellas, y más bien parece haber habido una gran variedad de relaciones, que iban desde la subordinación y la alianza hasta la enemistad y los enfrentamientos bélicos. Algunos de los principales reinos huetares parecen haber sido los del Rey Garabito, en la vertiente del Pacífico; el reino de Pacaca, y los vastos dominios de los reyes Guarco y Correque, que se extendían desde las márgenes del río Virilla hasta Chirripó.

## Vida y costumbres
Su principal actividad económica consistía en la siembra de tubérculos, como la yuca, y de la palma de pejibaye. De esta última procesaban la chicha, con la cual se embriagaban en las ceremonias religiosas y de cuyo tronco fabricaban los arcos y las flechas. Otros cultivos que desarrollaban, aunque de menor importancia, eran el maíz y el cacao. El desarrollo del comercio se basaba en el trueque.
Complementaban la agricultura con la caza, efectuada con arco y flecha, cerbatana, trampas, círculos de fuego, etc, y con la pesca, que la realizaban con redes, con las manos, con flechas, etc.
La tela utilizada tradicionalmente en la vestimenta indígena era elaborada a partir de la corteza de un árbol conocido por los conquistadores como mastate. Según la investigadora Doris Stone, «los hombres usaban taparrabos y chalecos cortos, y las mujeres enaguas que llegaban hasta las rodillas, pero usaban indumentos de algodón en ocasiones especiales». Esta práctica refleja tanto el aprovechamiento de recursos naturales locales como la existencia de una diferenciación en la indumentaria según el contexto ceremonial o cotidiano.
El cacique poseía la autoridad, obtenida en forma hereditaria. Su organización social se dividía en tres grupos: la clase alta, formada por el cacique y su familia, así como por los sacerdotes y los sukias o médicos hechiceros, la clase media constituida por el pueblo, y los esclavos, quienes ocupaban el estrato más bajo de la sociedad.
Los conflictos bélicos eran práctica común. Entre sus costumbres estaba la de matar a los prisioneros y cortarles las cabezas, las cuales mantenían en calidad de trofeo. Hasta las mujeres iban a la guerra y ayudaban a sus hombres ya fuera alcanzándoles lanzas y varas, o bien, tirándoles piedras a los adversarios.
Los huetares rendían culto al Sol y a la Luna. Con tal fin, construían altares y montículos de piedra. Además, veneraban los huesos de sus antepasados. Enterraban los restos del difunto junto con diversos objetos que en vida le pertenecían y sus esclavos, sacrificados por tal motivo, pues se pretendía que les fueran de utilidad en la otra vida.
El sacrificio humano era comúnmente practicado en actividades funerarias o religiosas. Seleccionaban a un grupo de personas, que eran conducidas al altar, donde serían sacrificados. En 1527, Fernández Oviedo escribía al respecto: 

Toman una mujer u hombre... y súbenlo en el dicho monte y ábrenle por el costado y sácanle el corazón, y la primera sangre del es sacrificada al sol. Y luego descabezan aquel hombre y otros cuatro o cinco sobre una piedra... y echan los dichos cuerpos así muertos a rodar... donde son recogidos, y después comidos por manjar santo y muy preciado.

## Los huetares en elsigloXVI
La primera referencia conocida sobre este grupo es la consignada en el recuento de la expedición de Gil González Dávila (1522-1523) con respecto al rey Huetar o Huetara, que habitaba en la vertiente del Pacífico costarricense, a unos 44 kilómetros de la costa, posiblemente en las inmediaciones de la actual población de Tabarcia.
Los indígenas de Pacaca, reino cuyo centro principal estaba precisamente en las vecindades de la actual Tabarcia, fueron sometidos entre 1524 y 1526 al régimen de encomienda en favor de conquistadores avecindados en la villa de Bruselas, en la banda oriental del golfo de Nicoya. Un documento de 1548 dice que el conquistador Francisco Hernández de Córdoba repartió a los indígenas de las regiones cercanas a Bruselas «y al dicho Juan Esteban encomendó en los términos de la dicha villa de Bruselas, los indios de Nicopasaya y Pacaca en los Bueteres». Los bueteres, nombre que sin duda es una versión de huetares, fueron llevados prestar servicios forzosos a Bruselas, lo cual sin duda generó en ellos una gran animosidad contra los españoles. Cabe mencionar que el encomendero Juan Esteban había formado parte de la expedición de Gil González Dávila, por lo que debió ser de los primeros españoles que tuvieron contacto con los indígenas costarricenses del interior.
La desaparición definitiva de Bruselas en 1527 permitió a los huetares recobrar su libertad. En su documentada obra Garcimuñoz, la ciudad que nunca murió (1993), Carlos Molina Montes de Oca planteó la posibilidad de que los sobrevivientes de ese grupo no retornaron a Pacaca, sino que se hicieron fuertes en el macizo montañoso del Aguacate y extendieron su dominio a la región costera, en choque con los grupos mesoamericanos de Gurutina y Chorotega. A la llegada del conquistador Juan de Cavallón y Arboleda en 1561, este reino indígena comprendía las sierras del Aguacate, las llanuras de San Mateo y Orotina (valle de La Cruz) y los llanos de Esparza. Su monarca en el decenio de 1560 era el legendario Garabito, que presentó una enconada resistencia a los españoles.

## Los reinos huetares

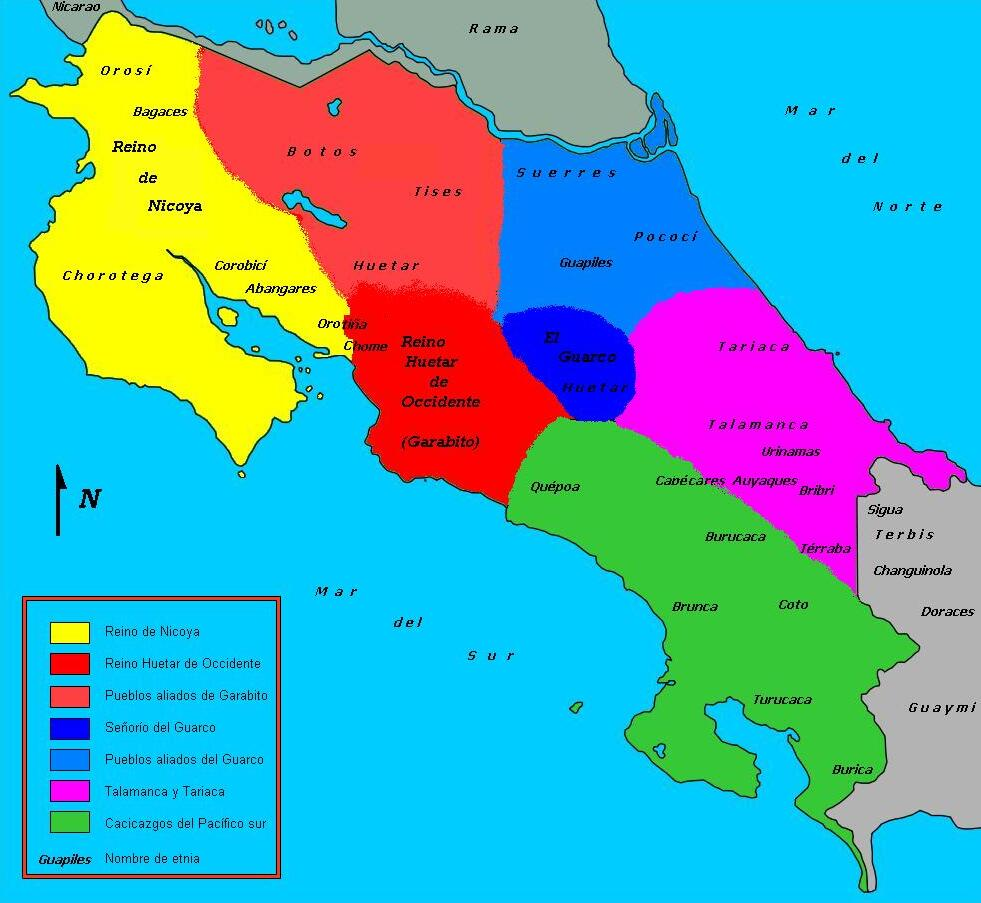
Mapa de las sociedades autóctonas costarricenses en el al arribo de los españoles. Los reinos huetares de Oriente y Occidente dominaron gran parte del Valle Central, y partes del litoral atlántico y el pacífico central de Costa Rica.

La historiografía tradicional ha dividido a los huetares en huetares de Occidente y de Oriente y ha señalado el río Virilla como lindero entre ambos. Sin embargo, según expone Molina Montes de Oca, entre los huetares de Garabito y los ubicados en Pacaca no parece haber existido relación alguna de subordinación o dependencia, aunque pertenecieran al mismo grupo cultural, por lo que ese autor prefiere denominarlos con los nombres de huetares del norte y huetares del sur. A la llegada de los españoles, Garabito tenía bajo su autoridad a otros reyes, que en un documento de 1569 se enumeran con los nombres de Cobobici (quizá Corobicí), Abaçara, Chucasque, Barva y Yoruste. De este último se dice que confinaba con Curriravá (Curridabat), población situada en el sector Occidental del Valle Central de Costa Rica, al sur del río Virilla, por lo que puede decirse de modo general que los dominios de Garabito se extendían desde la costa pacífica hasta ese río. En el reino de Pacaca, independiente de Garabito, gobernaba en el decenio de 1560 un rey llamado Coquiva, que se sometió tempranamente a los españoles, pero su ámbito geográfico de autoridad no parece haber sido muy vasto. La autoridad de los reyes de los llamados huetares de Oriente, que en el decenio de 1560 fueron El Guarco y Correque (bautizado después con el nombre de Don Fernando Correque) sí parece haber alcanzado un ámbito muy extenso de dominación, desde las márgenes del Virilla hasta la región de Chirripó, con numerosos reyes y pueblos vasallos o subordinados, entre ellos Aserrí, Corriravá (Curridabat), Ujarrás, Atirro, etc.
Otros pueblos del sur y el sudeste de Costa Rica, tales como los de Quepoa, Boruca, Tariaca, etc, aunque pertenecieran al Área Intermedia, no se consideran habitualmente como huetares, ya que hablaban otras lenguas, tenían elementos culturales distintivos y propios, y no parecen haber tenido relaciones de dependencia con los grupos huetares de la región central.

## Desaparición de la cultura huetar
Los diversos reinos huetares fueron gradualmente sometidos por los españoles en la segunda mitad del siglo XVI, y sus sociedades fueron desestructuradas casi por completo. Tanto el Rey Garabito como el Rey Don Fernando Correque terminaron por rendir vasallaje a los españoles. Se les obligó a asentarse en las reducciones establecidas por las autoridades españolas y la Iglesia, en una cadena de pueblos ubicados en áreas geográficamente accesibles a la población española, tales como Barva, Pacaca, Curridabat, Aserrí, Cot, Quircot, Tobosi, Ujarrás, Orosi, Tucurrique, Turrialba y otros. Estos pueblos quedaron sometidos a las instituciones de la encomienda y el repartimiento. Diezmados por las enfermedades, el trabajo forzoso y la destrucción de sus modos tradicionales de producción y de vida, los huetares sufrieron un rápido proceso de aculturación, que llevó a la desaparición total de su lengua, su religión, sus nombres propios y otros muchos elementos de su cultura; por ejemplo, se sabe que para 1675 todos los indígenas del Valle Central de Costa Rica hablaban ya español. Actualmente, el único grupo indígena que conserva algunas tradiciones de la cultura huetar es el de los indígenas de Quitirrisí, Morado, Ticufres, Guayabo y Jaris, en el cantón de Mora; Polca, Bocana, Quivel y Zapatón, en el cantón de Puriscal, ambos en la provincia de San José; y los poblados de Cerro Nene y Cerritos, en el cantón de Quepos, además de algunos focos diseminados en el cantón de Parrita, ambos en la provincia de Puntarenas.

### Tradiciones huetares que aún persisten

#### Artesanía
- Trabajos con tule, estococa y paja.
- Confección de canastos.
- Elaboración de ollas de barro.
- Elaboración de tintes (tinta morada, tinta con yuquilla y tinta con chirrite).
- Elaboración y uso de recipientes de jícaro.
- Elaboración de escobas tradicionales.
- Elaboración de candelas.
- Elaboración de hamacas con burío y cabuya.
- Elaboración de telas de mastate.
- Elaboración de hilos.

## Idioma huetar
El idioma huetar, que pertenecía a la familia chibcha, servía como lingua franca a la mayoría de los pueblos indígenas del interior de Costa Rica, y desapareció desde el siglo XVII, al extremo de que hoy solo se conocen de él algunas pocas palabras, conservadas principalmente en la toponimia de varios lugares costarricenses. Son de origen huetar los nombres de Aserrí (Acserí), Barva, Curridabat (Curriravá), Turrialba (Toriaravá), Tucurrique, Ujarrás, Tibás (‘agua fría’), etc, y algunos nombres de plantas y animales.
Los principales estudios con respecto a este idioma se deben al filólogo costarricense Miguel Ángel Quesada Pacheco.